# جوش ليو
جوش ليو (بالإنجليزية: Josh Leo)‏ هو منتج أسطوانات وكاتب أغاني أمريكي، ولد في 1953 في دي موين في الولايات المتحدة.

## وصلات خارجية
- جوش ليو على موقع ميوزك برينز (الإنجليزية)
- جوش ليو على موقع ديسكوغز (الإنجليزية)